# Leila (imię)
Leila (arab. ‏ليلى‎) – używane na całym świecie arabskie imię żeńskie pochodzące z języków semickich, od rdzenia trójspółgłoskowego: L-J-L (‏ليل‎, rdzeń wspólny z hebrajskim Lilith) i oznaczające „noc”; z czasem nabrało znaczenia „urodzona w nocy”, „ciemnowłosa piękność” lub „ciemna piękność”, w innych językach także jako Lejla, Leyla, Layla, Laila. 
Występujące u Saamów imię Láilá stanowi odpowiednik imienia Helga oznaczającego święty. W Szwecji Laila obchodzi imieniny 5 lipca, a w Norwegii 27 lutego.

## Historia
Żyjący w VII w. arabski poeta Qays użył imienia Layla w swym poemacie Lajla i Madżnun, który stał się popularny w średniowiecznym świecie arabskim i Persji. Następnie imię to stopniowo upowszechniało się w świecie muzułmańskim, wśród ludów tureckich oraz na Bałkanach i w Indiach. 
Imię stało się też popularne wśród Żydów oraz w krajach anglosaskich, zwłaszcza po nagraniu w 1970 przez zespół Derek and the Dominos piosenki Layla, której tytuł został zainspirowany wspomnianym średniowiecznym poematem.

## Osoby o tym imieniu
- Laila Ali – amerykańska bokserka, córka Muhammada Alego.
- Laila Freivalds – szwedzka polityk.
- Lajla Chalid – palestyńska polityk.
- Layla El – brytyjska modelka, wrestlerka i tancerka.
- Leila Barros – brazylijska siatkarka.
- Leila Denmark – amerykańska lekarka.
- Leila K – szwedzka piosenkarka.
- Leila Lopes – angolska modelka, zwyciężczyni konkursu Miss Universe 2011.
- Leila Vaziri – amerykańska pływaczka.
- Lejla Pahlawi – była księżniczka Iranu.
- Leyla Chihuán – peruwiańska siatkarka.
- Leyla Gencer – turecka śpiewaczka operowa.
- Leyla Zana – kurdyjska polityk.